# バラカ (コンゴ民主共和国)
バラカ（フランス語: Baraka）はコンゴ民主共和国南キヴ州の都市である。

## 概要
タンガニーカ湖西岸に沿って位置する。多くの住民はスワヒリ語とエンベ語を話す。